# Сп'єрьой
Сп'єрьой (норв. Spjærøy) — острів у Норвегії, з групи Валер. Адміністративно належить до комуни Валер фюльке Естфол.

## Географія
Острів розташований на північному сході протоки Скагеррак, є одним із найбільших у групі Валер. Розташований між островом Асмальой на південному сході та островом Вестерьой на заході. Максимальна висота 72 м. З обома цими сусідніми островами Сп'єрьой з'єднаний мостами. Острів вкритий лісами і є популярним місцем для туристів.

## Населення
Острів заселений, на ньому розташовано декілька сіл.